# Aufstand auf den billigen Plätzen
Aufstand auf den billigen Plätzen è il primo EP del rapper tedesco Alpa Gun, pubblicato nel 2008.

## Tracce
| #  | Titolo                             | Durata |
| -- | ---------------------------------- | ------ |
| 1. | Intro                              | 1:59   |
| 2. | Wie Alpa Gun                       | 3:32   |
| 3. | Patriot                            | 4:35   |
| 4. | Der Aufstand (featuring. A.i.d.S.) | 4:18   |
| 5. | Mein Weg                           | 3:47   |
| 6. | Ich bin ein Rapper                 | 3:46   |
| 7. | Hört zu (featuring. Greckoe)       | 3:02   |
| 8. | Die Stimme                         | 4:43   |
| 9. | Mann geworden                      | 4:45   |